# Кано Мицунобу
Кано Мицунобу (яп. 狩野 光信, род. 1565 г. — ум. 1608 г.) — японский художник периода Адзути-Момояма, мастер школы живописи Кано. Кано Мицунобу — старший сын прославленного художника Кано Эйтоку, брат художника Кано Таканобу.
В различных исследованиях указываются разные годы рождения Кано Мицунобу, некоторые исследователи указывают на 1561 год, в ряде публикаций значится 1565 год. Самое раннее упоминание о нём в исторических документах связано с совместной работой со своим отцом Кано Эйтоку над росписями в замке Адзути Оды Нобунаги. Вместе с отцом он также работал над внушительными росписями в таких замках, как Осака, Императорский дворец в Киото, дворец Дзюракудаи, принадлежавший Тоётоми Хидэёси. Тоётоми Хидэёри заказал у Кано Мицунобу роспись потолка в главном зале храма Сёкоку-дзи.
После смерти своего отца в 1590 году Кано Мицунобу возглавил школу Кано. Основная часть созданных им работ приходится на первое десятилетие XVII века. Он продолжил работы в Императорском дворце в Киото и получал множество крупных заказов, однако как руководитель, он не был столь проницательным и успешным, как его отец. Из-за отсутствия способностей к руководству и политической интуиции он потерял множество заказов и богатых покровителей, которые перешли к конкурирующей школе живописи Хасэгава. Школа пришла в упадок до тех пор, пока её не смогли возродить его племянники Кано Танъю, Кано Наонобу и Кано Ясунобу.
Кано Мицунобу являлся продолжателем фундаментального стиля и традиций школы Кано и своего отца, но при этом выработал и свой собственный стиль в живописи. В работах, изображающих цветы, деревья и другие природные объекты, он использовал большое количество золотого цвета, как и его предшественники, но при этом старался использовать его для создания более лёгких, элегантных элементов рисунка. Ритм рисунка совершенно иной по сравнению с работами Кано Эйтоку — он более спокойный и построен на чередовании основных вертикалей рисунка, горизонтальное направление имеет второстепенное значение. Чередование групп растений выступает в качестве декоративной детали, более плотные группы сменяются лёгкими; также идёт и чередование цветов. В отличие от отца, который часто упрощал формы, Кано Мицунобу, наоборот, прорабатывал тончайшие детали, придавая рисунку больше декоративности.

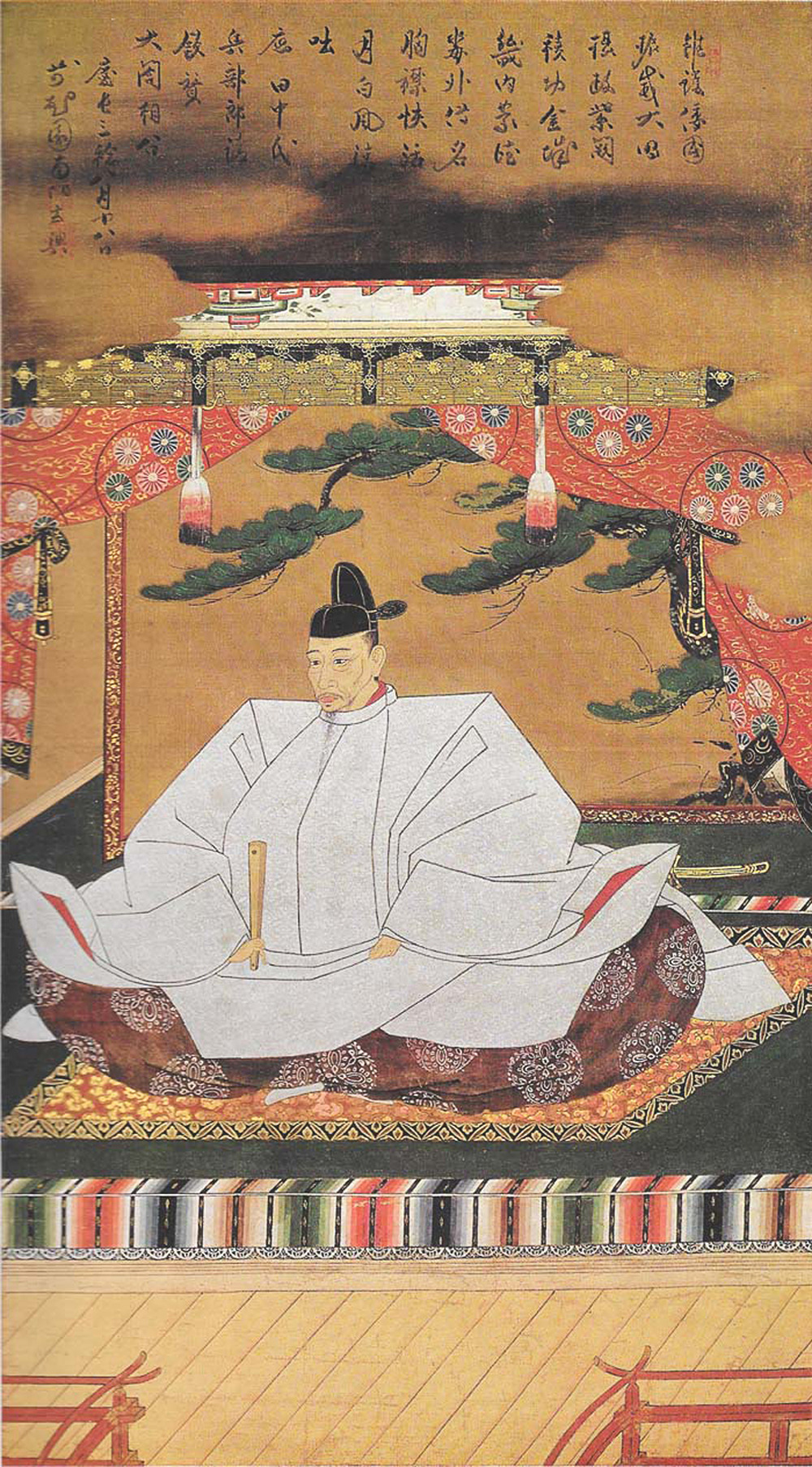
Портрет Тотоёми Хидэёси
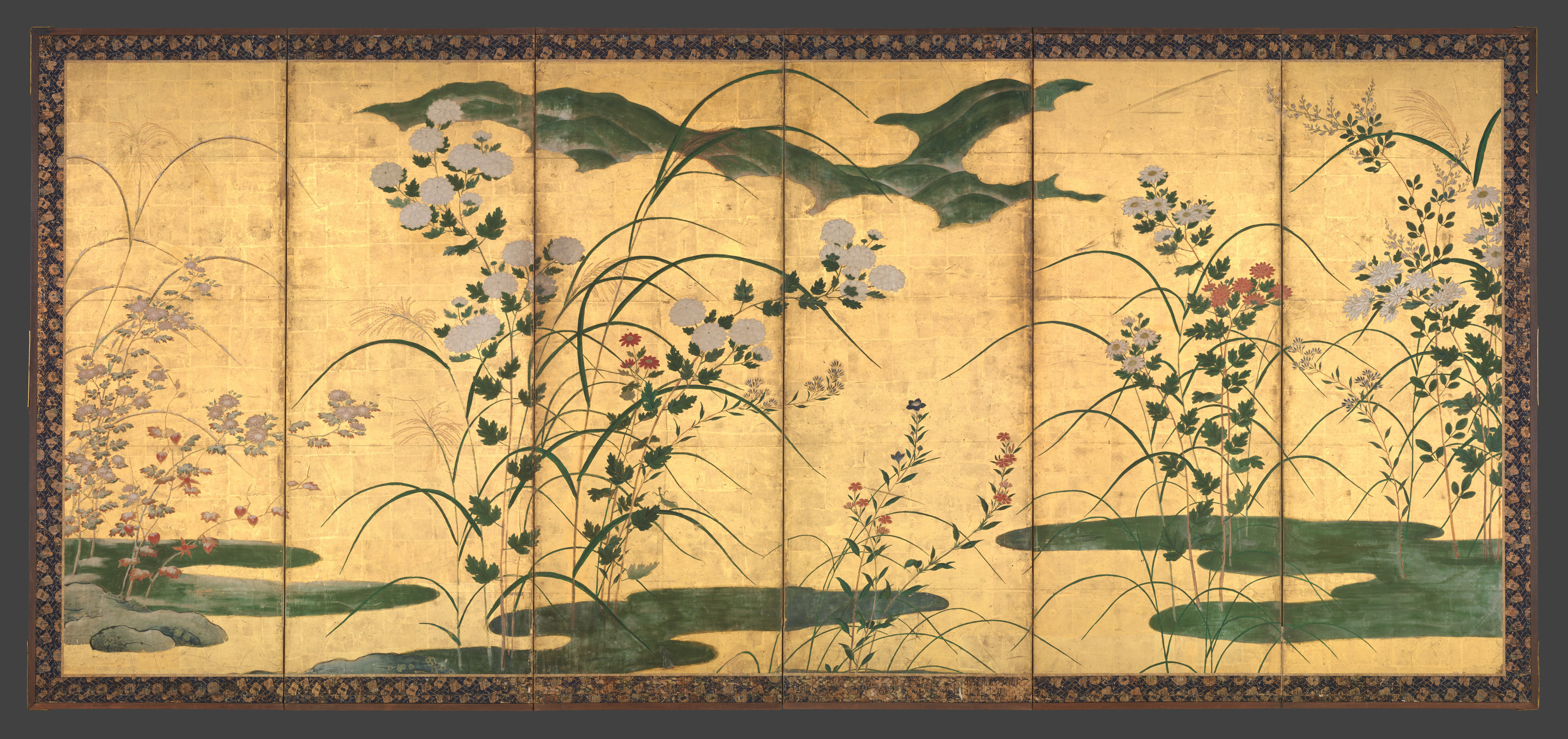
Цветы и травы четырёх сезонов
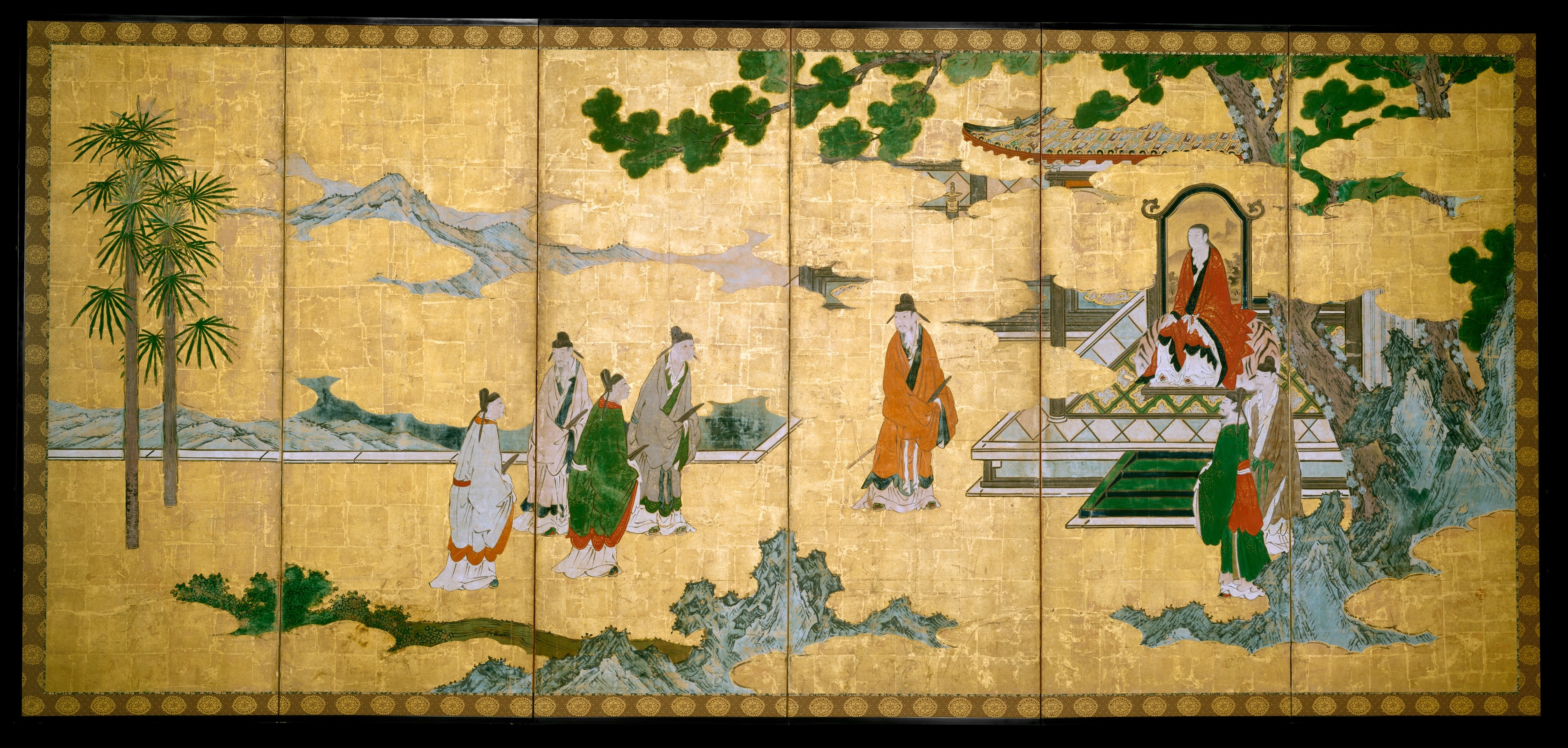
Возвращение ко двору императора четверых мудрецов с горы Шан
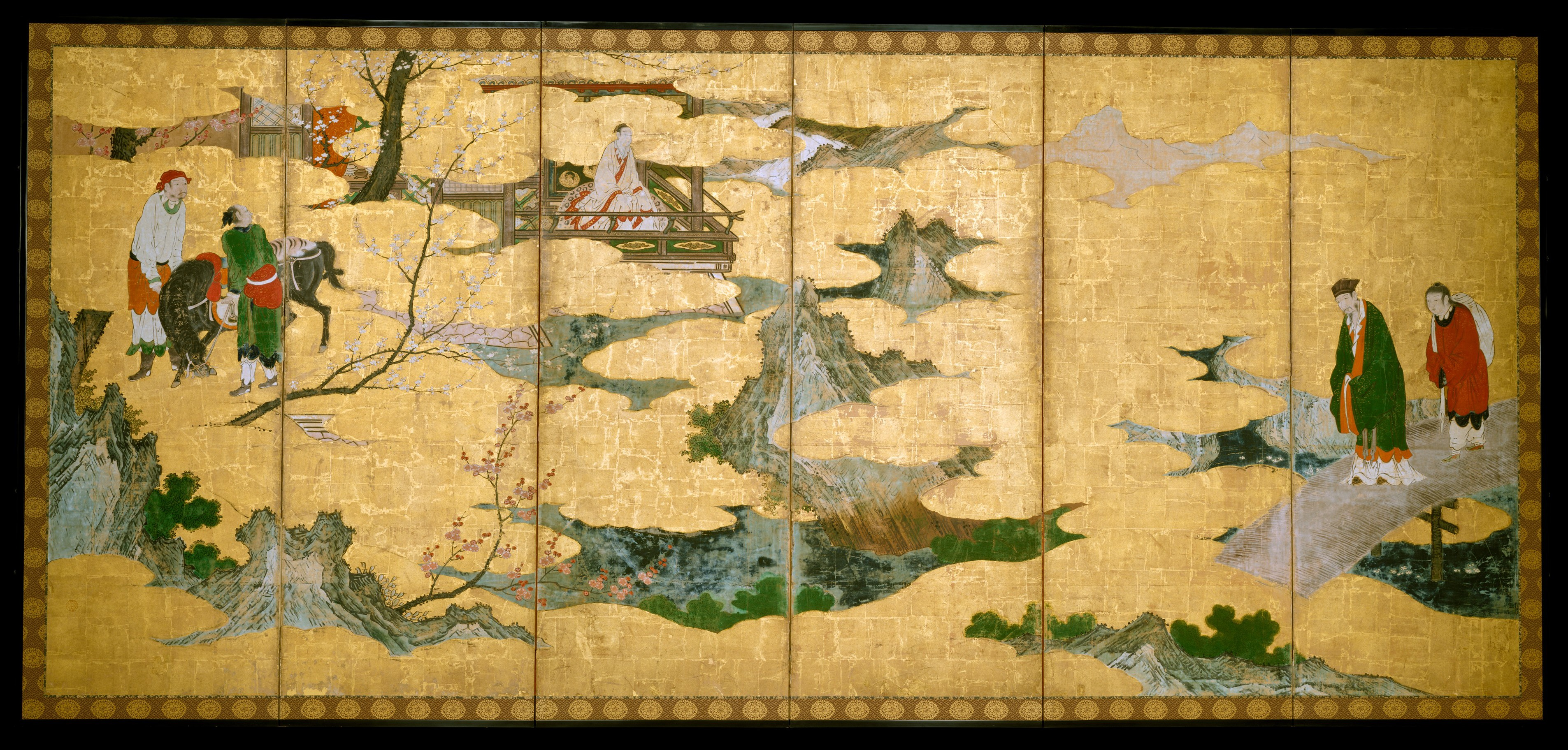
Путешествие Су Ши в пещеру ветра и воды
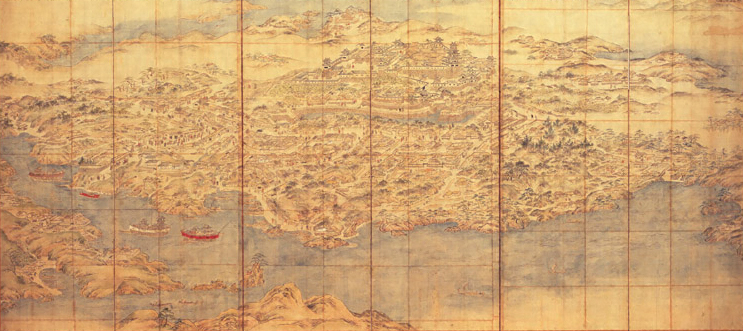
Ширма из замка Нагоя